# ARI-Magazin
Das ARI-Magazin ist ein zweisprachiges deutsch-türkisches Magazin, das seit Mitte der 1990er Jahre im Zwei-Monats-Rhythmus in ganz Südbayern erscheint. Ein vornehmliches Ziel der Münchener Zeitschrift ist nach eigenen Angaben die Förderung der Integration und des gegenseitigen Verständnisses von Deutschen und Türken.
Regelmäßige Autoren sind neben den ARI-Redakteuren eine Anzahl bekannter Persönlichkeiten wie Faruk Şen, Hep Monatzeder und Christian Ude.

## Verbreitung
Das Magazin, welches als erstes seiner Art sich in hochwertiger Ausstattung über Jahre etablieren konnte, erscheint in München, Ulm, Augsburg, Ingolstadt, Germering, Puchheim, Fürstenfeldbruck, Olching, Dachau, Landsberg, Grafing, Poing, Ismaning, Garching, Gilching, Feldafing, Freising, Eching, Hallbergmoos, Wolfratshausen, Wasserburg, Erding, Hausham, Gauting, Starnberg, Berg, Oberschleißheim, Neubiberg, Fürholzen, Ottobrunn, Holzkirchen, Miesbach, Unterhaching, Taufkirchen und Markt Schwaben. 2003 gibt der herausgebende Verlag trotz der damaligen Auflage von 5000 die Leserzahl bereits mit 50.000 an. Diese ergebe sich neben Abonnements-Kunden durch das Ausliegen der Zeitschriften auch in zahlreichen Institutionen wie Ämtern und Bibliotheken, Moscheen, türkische Vereinen, Restaurants und Friseuren im Verbreitungsgebiet, wodurch die Zeitschrift mehrfach gelesen werde. Inzwischen liegt die tatsächliche Auflage bei bis 10.000.

## Sonstiges
Maskottchen des Magazins ist eine Biene. Arı ist nämlich das türkische Wort für Biene. ARI erscheint im WET Agentur und Verlag. Das Editorial schreibt Esin Tekige.